# Fericet, Alba
Fericet este un sat în comuna Horea din județul Alba, Transilvania, România.
Mai sus de localitatea Albac, in inima Apusenilor, "pluteste" un loc magic: Dealul Fericetului, locul unde a vazut lumina zilei si de unde a pornit Horea.